# Lilloxpallsbäcken
Lilloxpallsbäcken är ett litet naturreservat som ligger ungefär 14 kilometer väster om Gräsmyr och 1 kilometer norr om Tallbergsbroarna. Området runt bäcken som rinner ut i Öreälven består av fuktig granskog och är en bra miljö för lavar och tickor. Här finns bland annat ullticka, granticka, småflikig brosklav och lunglav. Här växer också Kung Karls spira.